# Styckebruk
Ett styckebruk var ett bruk specialiserat på tillverkning av artilleripjäser, så kallade stycken. Ordet finns kvar i ortnamnet Åkers styckebruk i Strängnäs kommun.

## Historia

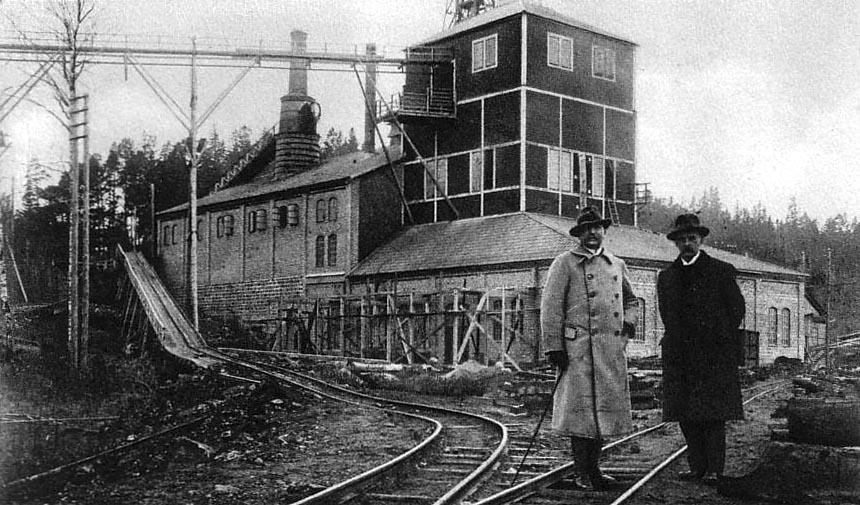
Masugnen vid Åkers Styckebruk på 1920-talet.

Vid styckebruken göt man främst kanoner ("stycken") och kanonkulor, vilka tillverkades av järn som tappades direkt från masugnen. 
Produktion och handel med kanoner kom tidigt att regleras av statsmakten. Styckebruken anlades under 1600-talet för att först och främst tillgodose de inhemska behoven av artillerimateriel. 
De som jobbade på styckebruken var oftast från andra länder som Holland. De flesta kom från Holländska Vallonien. De kallades Valloner.   
Sverige var under 1600-talet tekniskt och produktionsmässigt ledande på att tillverka kanoner. Utvecklingen skedde delvis med hjälp av nederländskt kapital, och det var även dit en del av exporten kom att gå. Från mitten av 1700-talet hårdnade konkurrensen från utländska tillverkare, bland annat i England. Av de svenska styckebruken fanns år 1800 endast tre stycken kvar: Finspång, Åkers och Stavsjö. Finspång kom att överleva längst som kanonproducent, men när Bofors i slutet av 1870-talet började gjuta kanoner i så kallade martinstål var de gamla styckebrukens epok slut.